# ワンステップ!
『TOYOTA presents・ワンステップ!』（トヨタ・プレゼンツ ワンステップ）は、2008年7月6日から2010年3月28日まで、TBS系列で、毎週日曜日の23:30 - 翌0:00（JST、特別番組等により遅延の可能性あり）に放送されていた深夜のドキュメンタリー番組である。字幕放送・ハイビジョン制作を実施している。トヨタ自動車の一社提供番組。

## 内容
社会貢献に意欲のある視聴者（一般公募）が、離島や限界集落と言った人手不足の場所に出向き、 おおむね5日から1週間程度現地に滞在しボランティア活動をする様子を追うドキュメンタリー番組。
５人程度の若者であることが多いが、放送回によっては美容師や大工、パティシエ、料理人、庭師、工業系の大学生など専門的な知識・技能を有した者が出演することもあった。
主に現地の人々との触れ合いや出演者の心情の変化などが描かれ、当初課題として挙げられていた問題だけでなく、現地で感じた新たな問題などにも取り組むチームもあった。前後半を2週にわたって放送した。
最終的には全国の41か所で取材し、各地域の過疎や人手不足の実態も浮き上がらせる結果となった。
一言で言えば「ボランティア」になるが、「今、自分に何ができるのか?」を自分自身に問いかけてみて、「何か役に立つことをしたい」と決意した人々・人達を前向きに応援する内容である。

### 番組の掟・ルール
1. 自分の出来る範囲で頑張る。（出演者によると取材チームからの援助などは一切なく 作業の完成を迫られることもなかった）
2. 自分の時間の許す中で頑張る。（出演者自身のスケジュールによっては 開始や終了時にいない回もあった）
3. 無報酬であること。（出演者によると交通費/食事代などは取材チームの負担であった）

### 番組の終了
- 番組はスポンサーの事情により、3月に終了。後番組は翌週から5月23日の間暫く設けず、日曜日の「S☆1」を30分拡大して放送したが、5月30日からこの枠は「地球同時多発情報SHOW 革命×テレビ」を放送する。
- そのトヨタは「情報7days ニュースキャスター」を30秒から60秒に拡大し、前継番組の「ブロードキャスター」の途中の30秒に縮小して以来の60秒に戻し、表示も赤ではなく「ワンステップ!」で使われた灰色の表示になっている。
- なお、「情報7days」の30秒分は同じ土曜夜7時の「飛び出せ!科学くん」に移行した。

## MC
- 山口智充（DonDokoDon）
- 佐藤隆太

山口、佐藤の二人を番組ナビゲーターと称し番組のオープニングと中間、終盤頃に進行・解説を行い、木村匡也がVTR時のナレーションを担当。
佐藤にとってドラマ以外の番組にレギュラー出演するのは同じくTBSの番組『月光音楽団』（2005年9月に途中降板、番組自体は2010年3月22日まで継続）以来2年9ヶ月ぶりとなる。

## 著名な出演者
- 川越達也　 大多府島を訪れ料理をふるまった　♯14・15

## 受賞
- ATP賞テレビグランプリ 年間優秀賞　2009
- 日本賞　シリーズ番組部門優秀賞

## スタッフ
- 構成：樋口卓治、今村久仁人、柏木克紀、水野宗徳
- ナレーション：木村匡也
- リサーチ：塚本聖子、石津聡、スコープ
- カメラ：竹葉晶子
- VE：岡本健
- TM：金澤健一
- TD：阿部智昭
- VE：岩佐博
- カメラ：及川秀治
- 音声：鈴木誠司
- 選曲：古川貴彦
- 美術：アズマリツ
- 美術制作：芳賀基広
- ヘアメイク：白石義人、大岩乃里子
- スタイリスト：中山美和、勝見宜人
- タイトルCG：渡辺竜実
- バーチャルCG：森須裕紀、南弘紀
- VTR編集：今村慎
- MA：水野貴浩
- TK：恩田明子
- 宣伝：武方直己
- AP：山崎剛、関根知美
- AD：大沼知央
- ディレクター：高林昭裕、春日孝夫、新井康孝、長谷川一男、松本圭介、西島一石
- 取材プロデューサー：鈴木千春、堀真由美
- プロデューサー：原島雅之、別部時彦、山崎秀明
- プロデューサー / 演出：荒牧克久
- 総合演出：池田睦也
- 制作プロデューサー：大木一史
- 音楽協力：日音
- 技術協力：東通、オムニバス・ジャパン、TSP
- 制作協力：TBS-V、スタッフラビ、エフ・エフ
- 製作著作：TBS

## テーマ音楽
- 「One Step」ギター演奏：佐橋佳幸、音楽：羽岡佳